# Andrzej Barański (chemik)
Andrzej Barański (ur. 31 października 1934 w Wilnie, zm. 7 czerwca 2023 w Krakowie) – polski chemik, profesor. Obszary zainteresowań: podstawy technologii syntezy mocznika. Reakcje typu ciało stałe – gaz. Kataliza. Trwałość i degradacja papieru. Dydaktyka podstaw chemii.
Studia wyższe ukończył w 1955 roku na Uniwersytecie Jagiellońskim. Stopień doktora nauk przyrodniczych uzyskał w 1961 roku. Habilitację obronił w 1965 roku. Tytuł profesora nadzwyczajnego otrzymał w 1975 roku, a zwyczajnego w 1987 roku.

## Wybrane publikacje
- Les reaction de synthese, de decomposition et de condensation de l'uree. „Chimie et Industrie”. 93, s. 408, 1965.
- A study of oxidation of graphite electrode material before and after impregnation with salts. „Carbon”. 20, s. 401, 1982.
- A New Approach to Kinetic Study of Wet Atmosphere Activation of Fused Iron Catalyst. „Applied Catalysis A: General”. 75, s. 133, 1997.
- On the Use of ASTM Closed Vessel Tests in Accelerated Ageing Research. „Journal of  Cultural Heritage”. 9, s. 401, 2008.
- The atomic mass unit, the Avogadro Constant and the Mole: A way to understanding. „Journal of Chemical Education”. 89, s. 97, 2012.